# Gabriela Regly
Gabriela Regly (16 novembre 1999) è una nuotatrice artistica brasiliana.

## Biografia
Ha partecipato ai mondiali di Budapest 2022, dove si è classificata 8ª nel duo misto programma libero e 9ª nel programma tecnico, con il connazionale Fabiano Ferreira. Ha poi preso parte a tutti gli eventi a squadre: programma tecnico, libero, libero combinato e highlight.